# Roepera billardieri
Roepera billardieri är en pockenholtsväxtart som beskrevs av Adrien Henri Laurent de Jussieu. Roepera billardieri ingår i släktet Roepera och familjen pockenholtsväxter. Inga underarter finns listade i Catalogue of Life.